# Miguel Guerrero
Miguel Ángel Guerrero Paz (Cali, 1967. szeptember 7. –), kolumbiai válogatott labdarúgó.
A kolumbiai válogatott tagjaként részt vett az 1990-es világbajnokságon, illetve az 1995-ös Copa Américán.

## Sikerei, díjai
América de Cali
- Kolumbiai bajnok (2): 1990, 1992

Junior
- Kolumbiai bajnok (1): 1993

Kolumbia
- Copa América bronzérmes (1): 1995